# クリティクス・チョイス・ムービー・アワード ファミリー映画賞
クリティクス・チョイス・ムービー・アワード ファミリー映画賞（クリティクス・チョイス・ムービー・アワード ファミリーえいがしょう、Critics' Choice Movie Award for Best Family Film）は、クリティクス・チョイス・アワードの賞の一つであり、クリティクス・チョイス・アソシエーションがその年の優れたファミリー映画に贈る映画賞である。1995年から2007年まで選出された。

## 受賞結果

### 1990年代
| 年   | 作品名           | 監督                                       | 出典  |
| ---- | ---------------- | ------------------------------------------ | ----- |
| 1995 | ベイブ           | クリス・ヌーナン                           | [ 1 ] |
| 1996 | 受賞作なし       | 受賞作なし                                 | [ 2 ] |
| 1997 | アナスタシア     | ドン・ブルース、ゲイリー・ゴールドマン     | [ 3 ] |
| 1998 | バグズ・ライフ   | ジョン・ラセター、アンドリュー・スタントン | [ 4 ] |
| 1999 | 遠い空の向こうに | ジョー・ジョンストン                       | [ 5 ] |

### 2000年代
| 年   | 作品名                                              | 監督                     | 出典          |
| ---- | --------------------------------------------------- | ------------------------ | ------------- |
| 2000 | マイ・ドッグ・スキップ                              | ジェイ・ラッセル         | [ 6 ]         |
| 2000 | グリンチ                                            | ロン・ハワード           | [ 6 ]         |
| 2000 | 天使のくれた時間                                    | ブレット・ラトナー       | [ 6 ]         |
| 2000 | タイタンズを忘れない                                | ボアズ・イェーキン       | [ 6 ]         |
| 2001 | ハリー・ポッターと賢者の石                          | クリス・コロンバス       | [ 7 ]         |
| 2001 | プリティ・プリンセス                                | ゲイリー・マーシャル     | [ 7 ]         |
| 2001 | スパイキッズ                                        | ロバート・ロドリゲス     | [ 7 ]         |
| 2002 | ハリー・ポッターと秘密の部屋                        | クリス・コロンバス       | [ 8 ]         |
| 2002 | オールド・ルーキー                                  | ジョン・リー・ハンコック | [ 8 ]         |
| 2002 | エバーラスティング 時をさまようタック               | ジェイ・ラッセル         | [ 8 ]         |
| 2003 | パイレーツ・オブ・カリビアン/呪われた海賊たち       | ゴア・ヴァービンスキー   | [ 9 ]         |
| 2003 | フォーチュン・クッキー                              | マーク・ウォーターズ     | [ 9 ]         |
| 2003 | 穴/HOLES                                            | アンドリュー・デイヴィス | [ 9 ]         |
| 2003 | ピーター・パン                                      | P・J・ホーガン           | [ 9 ]         |
| 2003 | クジラの島の少女                                    | ニキ・カーロ             | [ 9 ]         |
| 2004 | ネバーランド                                        | マーク・フォースター     | [ 10 ]        |
| 2004 | ハリー・ポッターとアズカバンの囚人                  | アルフォンソ・キュアロン | [ 10 ]        |
| 2004 | レモニー・スニケットの世にも不幸せな物語            | ブラッド・シルバーリング | [ 10 ]        |
| 2004 | ミラクル                                            | ギャヴィン・オコナー     | [ 10 ]        |
| 2004 | スパイダーマン2                                     | サム・ライミ             | [ 10 ]        |
| 2005 | ナルニア国物語/第1章: ライオンと魔女                | アンドリュー・アダムソン | [ 11 ]        |
| 2005 | チャーリーとチョコレート工場                        | ティム・バートン         | [ 11 ]        |
| 2005 | 夢駆ける馬ドリーマー                                | ジョン・ゲイティンズ     | [ 11 ]        |
| 2005 | ハリー・ポッターと炎のゴブレット                    | マイク・ニューウェル     | [ 11 ]        |
| 2006 | シャーロットのおくりもの                            | ゲイリー・ウィニック     | [ 12 ]        |
| 2006 | ドリームズ・カム・トゥルー                          | ダグ・アッチソン         | [ 12 ]        |
| 2006 | マイ・フレンド・フリッカ                            | マイケル・メイヤー       | [ 12 ]        |
| 2006 | 名犬ラッシー                                        | チャールズ・スターリッジ | [ 12 ]        |
| 2006 | パイレーツ・オブ・カリビアン/デッドマンズ・チェスト | ゴア・ヴァービンスキー   | [ 12 ]        |
| 2007 | 魔法にかけられて                                    | ケヴィン・リマ           | [ 13 ] [ 14 ] |
| 2007 | 奇跡のシンフォニー                                  | カーステン・シェリダン   | [ 13 ] [ 14 ] |
| 2007 | ライラの冒険 黄金の羅針盤                           | クリス・ワイツ           | [ 13 ] [ 14 ] |
| 2007 | ヘアスプレー                                        | アダム・シャンクマン     | [ 13 ] [ 14 ] |
| 2007 | ハリー・ポッターと不死鳥の騎士団                    | デヴィッド・イェーツ     | [ 13 ] [ 14 ] |